# Wilson Bueno
Wilson Bueno (* 13. März 1949 in Jaguapitã, Paraná; † 31. Mai 2010 in Curitiba) war ein brasilianischer Schriftsteller, Dichter und Journalist.
Wilson Bueno gründete die mehrfach preisgekrönte Zeitschrift O Nicolau, deren Herausgeber er acht Jahre lang war. Nicolau wurde 1987 vom Verband der Kunstkritiker São Paulos, der Associação Paulista dos Críticos de Arte (APCA), zum „besten Kulturmagazin Brasiliens“ gewählt. Die Zeitschrift erschien von 1987/88 bis 1997 in 60 Nummern. Mit seinem 1992 erschienenen Werk Mar Paraguayo wurde Bueno auch international bekannt, nachdem der Verlag Intempérie Ediciones in Santiago de Chile 2001 eine spanische Übersetzung veranlasste.
Wilson Bueno nahm 2006 an dem Literaturfestival Festa Literária Internacional de Paraty mit seinem zuvor erschienenen Cachorros do Céu teil. Bueno veröffentlichte insgesamt 16 Werke, als Journalist schrieb er für O Estado de S. Paulo und die O Estado de Paraná.
Am 31. Mai 2010 wurde Wilson Bueno vor seinem Haus in Curitiba erstochen.

## Werke
- Bolero’s Bar (1987)
- Manual de Zoofilia (1991)
- Mar Paraguayo (1992)[7]
- Cristal (1995)
- Pequeno Tratado de Brinquedos (1996)
- Meu Tio Roseno, a Cavalo (2000)
- Amar-te a ti nem sei se com Carícias (2004)
- Cachorros do Céu (2005)
- A Copista de Kafka (2007)
- Canoa Canoa Argentina, (2007)
- O Gato Peludo e o Rato-de-Sobretudo Florianópolis, 2009.

In das Deutsche ist bisher keines seiner Werke übersetzt.